# Zhuolan
Zhuolan (chinois traditionnel : 卓蘭鎮 ; pinyin : Zhuólán Zhèn) est une commune du comté de Miaoli située sur l'île de Taïwan, en Asie de l'Est.

## Géographie

### Situation
Zhuolan est une commune urbaine du sud du comté de Miaoli, sur l'île de Taïwan. Elle s'étend sur 76,315 3 km2, au sud-est de Miaoli, capitale du comté.

### Démographie
Au 1er janvier 2017, la commune de Zhuolan comptait 17 612 habitants (231 hab./km2) dont 47,8 % de femmes.

### Hydrographie
La limite Sud de la commune de Zhuolan est formée par une section du fleuve Da'an, long de 95,8 km et dont l'embouchure est située, à Taichung, au bord du détroit de Taïwan, sur la côte Est de l'île de Taïwan.